# 冰川國家公園 (加拿大)
冰川國家公園(Glacier National Park)位於加拿大 英屬哥倫比亞省的落磯山脈上，東部通往幽鹤国家公园，西部通往勒维斯托克山国家公园。公園以冰川和鐵路博物館著名。建於1886年，占地約1394平方公里，有加拿大太平洋鐵路和橫貫加拿大公路貫穿。